# Катастрофа Ан-12 в Нальчике
Катастрофа Ан-12 в Нальчике — авиационная катастрофа, произошедшая в четверг 24 февраля 1994 года. Транспортный самолёт Ан-12БП авиакомпании «Пулково» выполнял внутренний рейс ПЛ-9045 по маршруту Санкт-Петербург—Волгоград—Нальчик, но при заходе на посадку в пункте назначения самопроизвольно перешёл в пикирование и рухнул в поле. Погибли все находившиеся на его борту 13 человек — 7 членов экипажа и 6 пассажиров.

## Самолёт
Ан-12БП (регистрационный номером СССР-11118, заводской 01348002, серийный 80-02) был выпущен Ташкентским авиационным производственным объединением имени В. П. Чкалова (ТАПОиЧ) в 1971 году. 6 ноября того же года был передан авиакомпании «Аэрофлот» (ЦУМВС, Шереметьевский ОАО; с 20 декабря 1981 года — Ленинградское УГА, Ленинградский ОАО). С 1990 по 1993 годы принадлежал лизинговой компании «Aerocomplex». В 1993 году был куплен авиакомпанией «Пулково» и его б/н сменился на RA-11118. Оснащён четырьмя турбовинтовыми двигателями АИ-20М производства Пермского моторного завода.

## Экипаж
Состав экипажа рейса ПЛ-9045:
- Командир воздушного судна (КВС) — 45-летний Николай Петрович Яницкий.
- Второй пилот — 33-летний Виктор Анатольевич Прасолов.
- Штурман — 46-летний Михаил Николаевич Власов.
- Бортмеханик — 31-летний Сергей Маратович Анисимов.
- Бортрадист — 41-летний Александр Юрьевич Левчук.
- Бортоператор — 31-летний Юрий Анатольевич Евстафьев.

## Катастрофа
Ан-12БП борт RA-11118 выполнял рейс ПЛ-9045 из Санкт-Петербурга в Нальчик с промежуточной посадкой в Волгограде. Перевозимым грузом являлись 12 515 килограммов монет, которые были отчеканены на Санкт-Петербургском монетном дворе. Также на борту помимо 6 членов экипажа находились 7 пассажиров.
Полёт до Нальчика прошёл без отклонений, после чего экипаж стал выполнять заход на посадку. Ранее диспетчер в Нальчике передал рейсу 9045 данные о фактической погоде, при этом не сообщив о возможном обледенении в облаках, поэтому экипаж не стал включать противообледенительную систему. Были включены только обогревы ВНА двигателей, но только после выполнения четвёртого разворота, когда самолёт влетел в облака; остальные обогревы не включались.
Когда до начала ВПП оставалось 13 километров, экипаж выпустил закрылки на угол в 15°. В 8 километрах от входного торца лайнер вошёл в глиссаду, после чего закрылки были довыпущены до 35°. Когда довыпуск был завершён, самолёт начало уводить несколько выше глиссады (до 20 метров), так как это действие нарушило его балансировку. Через 16 секунд с момента довыпуска закрылков, когда скорость составляла 260 км/ч, экипаж увеличил режим двигателей для сохранения поступательной скорости. Самолёт при этом начало уводить выше глиссады ещё сильнее и он находился уже на 40 метров выше её. Тогда пилоты кратковременно чуть увеличили угол отклонения руля высоты с +1° до +5°. Но затем через секунду руль высоты самопроизвольно отклонился до упора — +15°. Находившийся на высоте 320 метров лайнер резко опустил нос и под углом 50-55° понёсся к земле. Пилоты потянули штурвалы «на себя», пытаясь спасти ситуацию, но из-за малой высоты через 4 секунды (спустя 31 секунду с момента довыпуска закрылков) с поступательной скоростью 414 км/ч и вертикальной 90 м/с рейс ПЛ-9045 врезался во вспаханное поле в 4,6 километрах от взлётной полосы, полностью разрушился и загорелся. Все 13 человек на его борту погибли. На 2021 год это крупнейшая и единственная авиакатастрофа в Кабардино-Балкарии.

## Расследование
Согласно выводам комиссии, когда экипаж довыпустил закрылки до 35°, то из-за обледенения на стабилизаторе начал откладываться лёд, после чего стабилизатор вышел на закритические углы атаки, введя самолёт в пикирование. Сопутствующими причинами являлись:
- неоправдавшийся прогноз погоды в аэропорту назначения;
- несвоевременное определение опасных метеоявлений и несвоевременное составление уточнений к действующему прогнозу погоды;
- недостаточная обоснованность рекомендаций РЛЭ по использованию механизации самолёта при заходе на посадку в условиях атмсоферного обледенения;
- невключение или несвоевременное включение ПОС;
- невыполнение экипажем в полном объёме требований РЛЭ и технологии работы экипажа.